# M-406 (Spanje)

De M-406

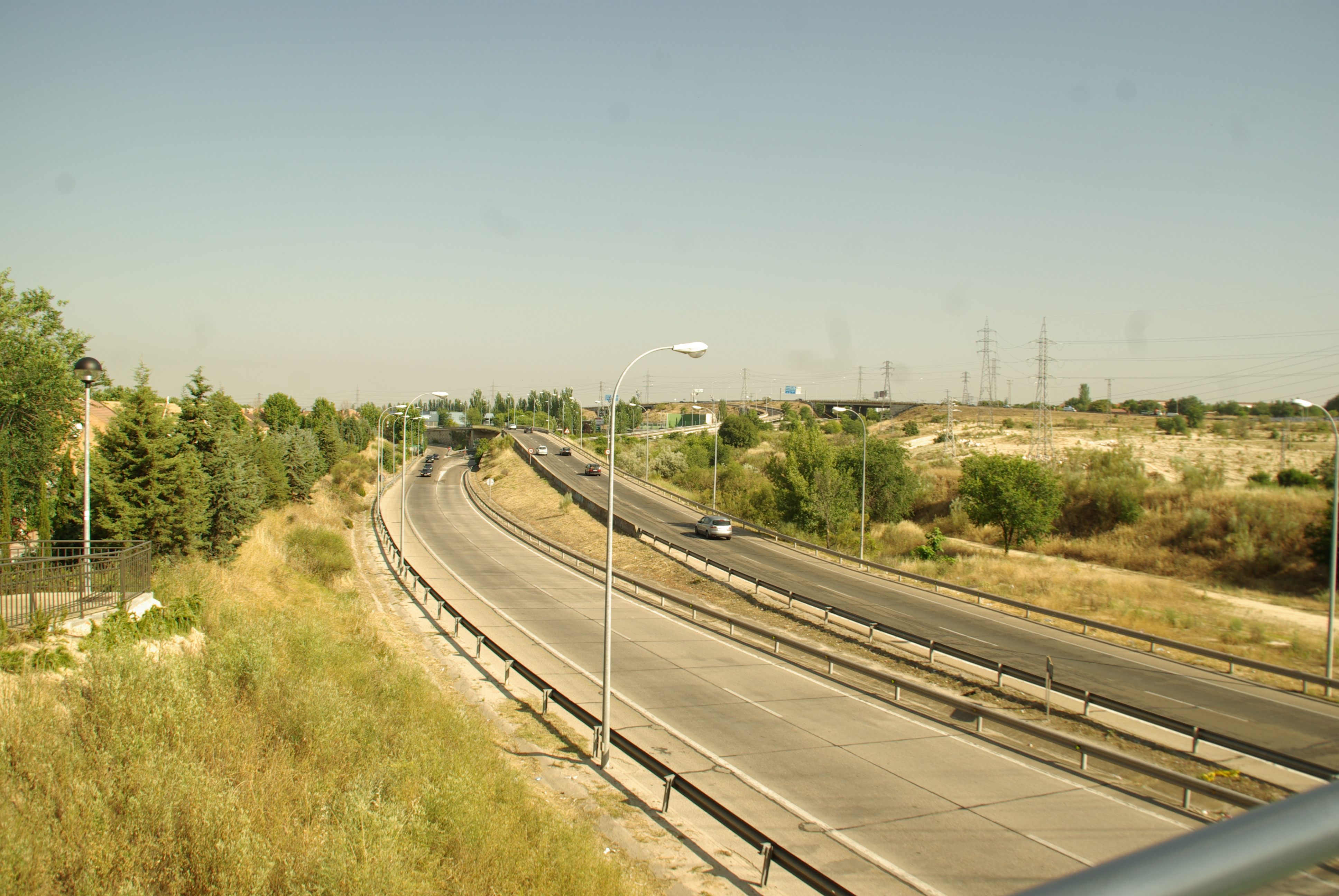
De M-406

De M-406 of Autovía Alcorcón-Getafe  is een autovía in Madrid met een lengte van 15,2 kilometer. De snelweg verbindt de A-5 in Alcorcón met de A-4 in Getafe. De M-406 kruist ook de M-407 en de M-409.